# Die Füchsin und der Schäfer
Die Füchsin und der Schäfer ist ein Zaubermärchen (AT 545B), das im bulgarischen, rumänischen, serbischen, griechischen, estnischen, und kurdischen Sprachraum bekannt ist.

## Handlung
Ein Schäfer nimmt sich einer abgemagerten Füchsin an, füttert sie und freundet sich mit ihr an. Aus Dank will sie dafür sorgen, dass er die Königstochter zur Frau bekommt. Sie stellt sich beim König vor, gibt an von einem anderen König geschickt worden zu sein und gibt ihm einen Ring mit Edelsteinen, den sie einem befreundeten Drachen gestohlen hatte, mit der Bitte dem Sohn ihres Herrn die Königstochter zur Frau zu geben. Der König verlangt den fremden Königssohn zu sehen, doch die Füchsin erwidert, dass dieser nicht kommen will, da er sich für etwas sehr Großes hält, er aber, sollte der König ihm seine Tochter nicht geben, doch vorbeikommen und ihm auch noch sein Königreich wegnehmen würde. Da überlegte der König, betrachtete den Ring und willigte ein.
Auf dem Rückweg zum Schäfer, lädt die listige Füchsin jeden den sie trifft zur Hochzeit ein, sodass sich viele Hochzeitsgäste versammeln, um die Königstochter abzuholen. Die Füchsin aber eilt voraus zum König und gibt vor, dass sie von Räubern überfallen worden seien, die sämtliche Geschenke sowie auch die kostbaren Kleider des Königssohns mitgenommen hätten, weshalb dieser sich jetzt schämen würde vor den König zu treten. Da lässt der König seinem zukünftigen Schwiegersohn goldene königliche Kleider schicken und es wird ein Gastmahl veranstaltet. Der Schäfer staunt nur und betrachtet seine Kleider, worüber sich der König wundert, doch die Füchsin erklärt, dass er noch benommen von dem Überfall ist, deshalb nicht spricht und die Kleider nur deshalb betrachtet, weil sie so gewöhnlich sind. Nach Beendigung des Mahls schickt sich die Hochzeitsgesellschaft an die Königstochter zur Trauung in ihr neues Heim zu führen.
Wieder eilt die Füchsin voraus zu ihrem Freund dem Drachen, den abermals zu betrügen sie sich entschlossen hatte, und fragt diesen, was er getan hätte, denn ein Heer würde auf sein Schloss zu marschieren. Der Drache ist sich keiner Schuld bewusst und fragt, was er nun tun solle, woraufhin ihm die Füchsin rät sich in einem Brunnen zu verstecken. Den ankommenden Hochzeitsgästen erklärt die Listige dann, dass in diesem Schloss noch ein alter Brauch herrscht, der besagt, dass jeder, der es betritt, zwei große Steine in den Brunnen werfen müsse, was dem Drachen das Leben kostet. Die Hochzeitsgäste aber staunen, als sie das Schloss betreten, derweil weist die Füchsin die Sklaven des Drachen an ein Festmahl aufzudecken. Drei Tage und Nächte feiern sie, danach öffnet die Füchsin die Schatzkammer des Drachen, schenkt den mitgereisten Leuten des Königs Edelsteine und Geld und schickt sie nach Hause. Den Sklaven aber gibt sie ihre Freiheit zurück.
Von dem neuen König und seiner Frau wünscht sie sich dann nach ihrem Tod im Schlafzimmer des Königs begraben zu werden, doch als sie eines Tages so tut als ob sie tot wäre, packt der König sie am Schwanz und wirft sie zur Veranda hinunter. Beinahe erschlagen, geht die Füchsin ganz langsam wieder rein und das erschrockene Königspaar bittet um Verzeihung. Sie verzeiht und stirbt nach einiger Zeit tatsächlich.

## Hintergrund
In der Sammlung für Volkschöpfungen, Wissenschaft und Schrifttum (Sofia, 1889–1958) finden sich mehrere bulgarische Versionen des Märchens. Eine Version stammt von dem Sammler D. Vălčev aus Rila bei Stanke Dimitrov und erhielt im Deutschen den Titel Die Füchsin und der Schäfer. In einer weiteren Version des Sammlers G. Lăzev, die ins Deutsche als Der Fuchs und Turan übersetzt wurde, verschont ein Feldhüter namens Turan einen gefangenen Fuchs, der ihm daraufhin zur Zarentochter verhilft. Dafür lässt er Turan seine Kleider verkaufen, geht zum Zaren und leiht sich eine Kornwaage aus, um angeblich erst Korn und dann Geld zu wiegen. Als er sie wieder zurückbringt, lässt er das für die verkauften Kleider erhaltene Geld darin liegen, sodass der Zar glaubt sein Herr wäre reich und in die Heirat einwilligt. Der Drache und dessen Schloss sind hier durch Waldfeen und ein Serail ersetzt, wobei die Feen in einem Ofen verbrannt werden. Varianten gibt es aus den Umgebungen von Panagjurischte und Elena. Eine dritte Version, die von Georgi Bogdanov aus Vojnjagovci bei Sofia erzählt wurde und im Deutschen den Titel Tschekardak Pascha bekam, weist auf türkische Zusammenhänge hin. In dieser gibt der Fuchs vor, dass sein Herr ins Wasser gefallen ist und deshalb neue Kleider braucht. Auch überredet er alle Schaf-, Rinder-, Pferde- und Ziegenhirten dazu dem Zaren zu antworten, dass die Tiere dem Tschekardak Pascha gehören, der in Wirklichkeit ein Müller ist.
Eine serbische Version, die im Deutschen den Titel Der Müller und der Fuchs trägt, lässt Ali Baba im Ofen verbrennen. Zudem läuft der nach seinem vermeintlichen Tod nicht geehrte Fuchs zurück zum Zaren und erzählt ihm die Wahrheit, woraufhin Müller und Zarentochter wieder geschieden werden. Diese Version wurde 1955 in Leskovac von Dragutin M. Djordjević nach Slobodan Nikolić aufgezeichnet. In einer griechischen Version aus der Sammlung von Marianne Klaar, die im Deutschen den Titel Der Müller und die Füchsin erhielt, gibt die Füchsin vor, dass das Schiff mit den guten Dingen für den König und dessen Tochter untergegangen sei. Pauline Schullerus’ Der Fuchs im Kraut aus ihrem Werk Rumänische Volksmärchen aus dem mittleren Harbachtal (Bukarest 1981) verzichtet auf die letzte Passage über den Begräbniswunsch des Fuchses.
In einer estnischen Version von Jakob Hurt, die 1894 von J. Poolakess aufgezeichnet wurde und im Deutschen den Titel Der Bauer Paalak und der Knecht Fuchs erhielt, sind es Teufel, die von Knecht Fuchs um ihr Vieh und ihre Stadt gebracht werden, sodass der Bauer Paalak dort Hochzeit feiern kann. Fuchs ist in diesem Fall ein Mensch. In Estland existieren 18 Varianten des Märchens.
Eine kurdische Version findet sich unter dem Titel Der Fuchs und Mehl-Beg in Luise-Charlotte Wentzels Die Märchen der Weltliteratur – Kurdische Märchen (Düsseldorf / Köln 1978). Diese wurde von Bédir-Khan nach dem Erzähler Emir Kamuran aufgezeichnet und von Wentzel übersetzt.
Verglichen werden kann Grimms Der gestiefelte Kater.